# Hot Animal Machine
Hot Animal Machine é um álbum solo (de hardcore punk) lançado por Henry Rollins, e que acabou servindo como precursor para a Rollins Band. Esse álbum é disponível também em um pacote 2 em 1, que traz junto o álbum "Drive by Shooting".
Esse álbum é também bastante notável pelo número de covers que ele traz: A música "Ghost Rider" pertence ao Suicide; "Crazy Lover" pertence a Richard Berry; e "Move Right In" pertence ao Velvet Underground.  Apenas por curiosidade, a capa desse álbum foi desenhada por Mark Mothersbaugh, o vocalista da banda Devo.

## Faixas
| N.º | Título                  | Compositor(es)     | Duração |  |
| 1.  | "Black and White"       | Rollins Band       | 3:01    |  |
| 2.  | "Followed Around"       | Rollins Band       | 2:48    |  |
| 3.  | "Lost and Found"        | Rollins Band       | 2:04    |  |
| 4.  | "There's a Man Outside" | Rollins Band       | 3:13    |  |
| 5.  | "Crazy Lover"           | Richard Berry      | 2:33    |  |
| 6.  | "Man and a Woman"       | Rollins Band       | 3:59    |  |
| 7.  | "Hot Animal 1"          | Rollins Band       | 3:01    |  |
| 8.  | "Ghost Rider"           | Suicide            | 2:27    |  |
| 9.  | "Move Right In"         | Velvet Underground | 2:43    |  |
| 10. | "Hot Animal 2"          | Rollins Band       | 3:31    |  |
| 11. | "No One"                | Rollins Band       | 6:03    |  |

## Músicos
- Henry Rollins - Vocal
- Chris Haskett - Guitarra
- Bernie Wandel - Baixo
- Mick Green - Bateria

## Ligação externa
- Site oficial de Henry Rollins (em inglês)